# HMAS Parramatta (U44)
L'HMAS Parramatta (U44) va ser un balandre de la classe Grimsby de la Royal Australian Navy (RAN). Construït a finals de la dècada del 1930, el Parramatta va operar al Mar Roig i a la Mediterrània durant la Segona Guerra Mundial. El balandre va ser torpedinat pel submarí alemany U-559 el 27 de novembre de 1941 i es va enfonsar a Tobruk amb 138 dels 162 membres de la seva tripulació a bord.

## Construcció
Es va col·locar la quilla del Parramatta  el 9 de novembre de 1938 al Cockatoo Island Dockyard de Sydney, Nova Gal·les del Sud. Va ser avarat el 10 de juny de 1939 i assignat a la Royal Australian Navy (RAN) el 8 d'abril de 1940.

### Història operativa
El Parramatta va ser assignat a la Força del Mar Roig el juliol de 1940 i va arribar a Aden a finals de mes. La majoria de les tasques del vaixell eren l'escorta de combois. Més tard, el balandre va ser transferit a la flota mediterrània.
Mentre es trobava a la Mediterrània, el Parramatta va ser un dels diversos vaixells de guerra utilitzats per proveir i donar suport a les forces aliades assetjades a Tobruk, sobrenomenat el Servei de ferris de Tobruk. Mentre operava a Tobruk el 24 de juny de 1941, el Parramatta , el balandre britànic HMS Auckland, i el transport de gasolina Pass of Balmaha van ser atacats per més de 70 bombarders en picat. El vaixell de guerra australià va abatre tres avions durant l'enfrontament sense rebre danys importants, però l'Auckland va ser enfonsat. Més tard, el Parramatta va ajudar a recuperar els 164 supervivents.

### Pèrdua
A primera hora del matí del 27 de novembre de 1941, el Parramatta estava escortant transports que proveïen la guarnició aliada a Tobruk, quan va ser colpejat per un únic torpede de l'U-559 sota el comandament de Hans Heidtmann. El dany va ser tan important que el capità del balandre només va tenir temps d'ordenar "abandonar el vaixell" abans que el Parramatta rodés a estribord i s'enfonsés a 32° 20′ N, 24° 35′ E / 32.333°N,24.583°E. Només 24 dels seus tripulants van sobreviure, amb 138 morts.
El servei de guerra del balandre va ser reconegut més tard per l'honor de batalla "Líbia 1941".